# Floresta fóssil de Ponzos

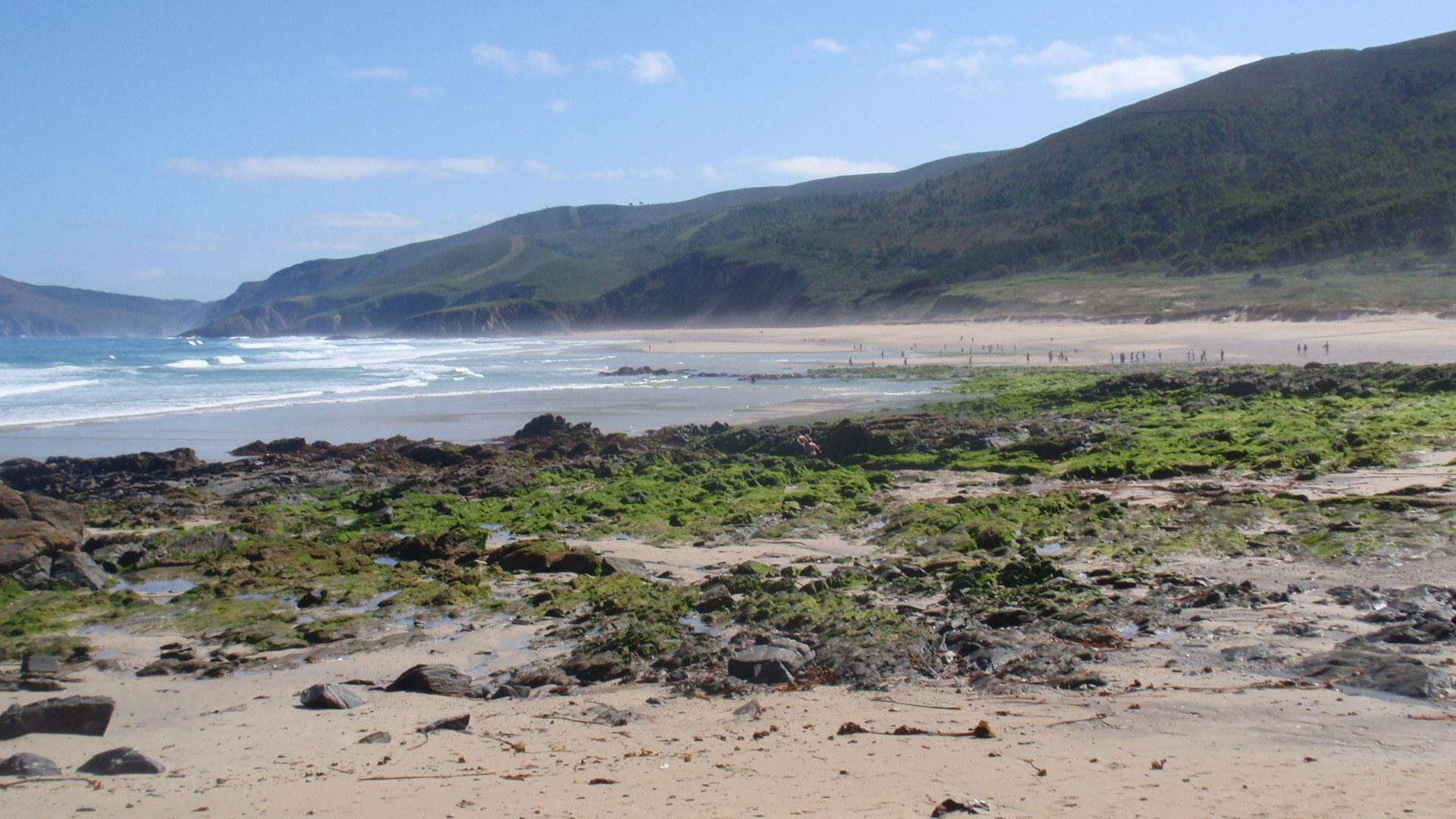
Vista da praia de Ponzos, onde se localiza a Floresta Fóssil

A floresta fóssil de Ponzos encontra-se no meio da praia de Ponzos, ocupando uma superfície de 10 000 metros quadrados. Esta floresta ficou soterrada há 5 600 anos. É formada por tocos e raízes das árvores, assim como restos de plantas e sementes vegetais, tudo carbonizado.

## Localização
A praia de Ponzos fica na freguesia de San Martiño de Covas, concelho de Ferrol, e pertence à Terra de Trasancos, a Norte do Golfo Ártabro.

## A praia de Ponzos
É uma praia de águas limpas e transparentes e de areia branca e fina. Tem por volta de 1500 metros de comprimento. Fica entre falésias, onde o mar bate forte.
Frequentemente, sopra vento e as ondas são altas.  Tem uma parte naturista.
A cerca de cem metros da praia há restos dum lavadouro de mineral, que pertencia a umas explorações minerais –possivelmente ouro– de origem romana que ficavam num monte próximo.
Também, perto da praia, ficam os restos do castro marítimo de Santa Comba, actualmente em estudo.

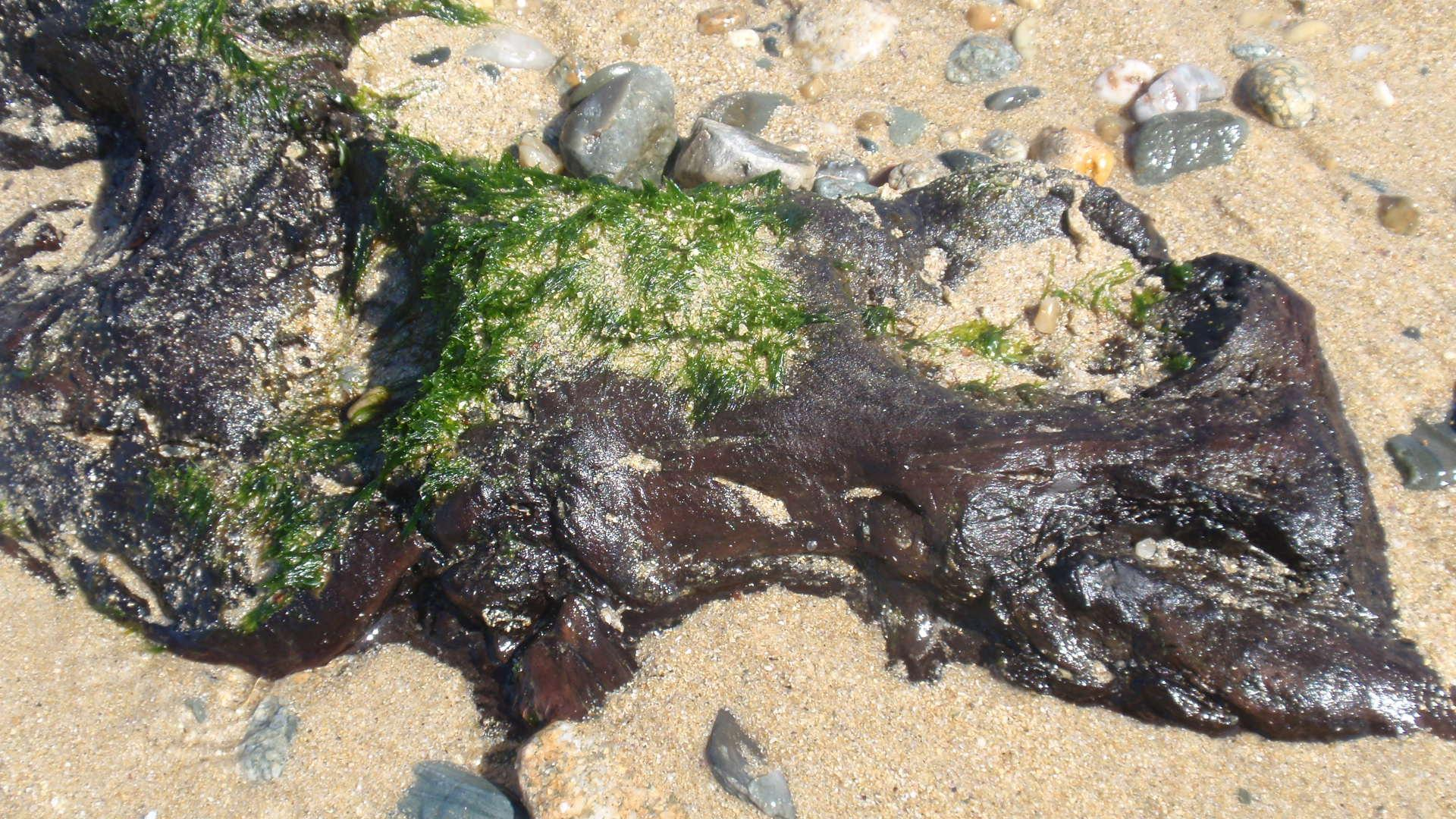
Fóssil da Floresta de Ponzos

## As florestas marítimas na Galiza
Os achados arqueológicos descobertos no litoral da Galiza, sobretudo nos últimos vinte anos, entre os quais destacam Arealonga (Foz), Corrubedo (Ribeira), A Guarda e, especialmente, Ponzos, provam a existência de grandes florestas na atual beira-do-mar, as quais ficam atualmente cobertas.
A mudança climática de há 15 000 anos provocou a descongelação dos derradeiros glaciares da Galiza, e, portanto, a crescida do nível do mar que acrescentou de cerca de 120 ou 140 metros até o estado actual. Por conseguinte, todas as florestas, que estavam formadas por abetos, carvalhos, amieros, vidoeiros e pinheiros (pinus pinaster), ficaram soterradas pelo avanço do mar e pela acção da areia, que avançou em direcção à terra impulsionada pelo vento.
A madeira das árvores ficou abaixo do mar e da areia durante milhares de anos e a ausência de oxigénio transformou-a em turba, mediante um processo químico de descomposição do carbono.
Além disso, nestes achados também foram recolhidos restos carbonizados de sementes vegetais que deram informação sobre como era o chão destas florestas nessa altura.
De todos estes estudos arqueológicos tiraram-se conclusões sobre a formação das rias e do litoral galego.

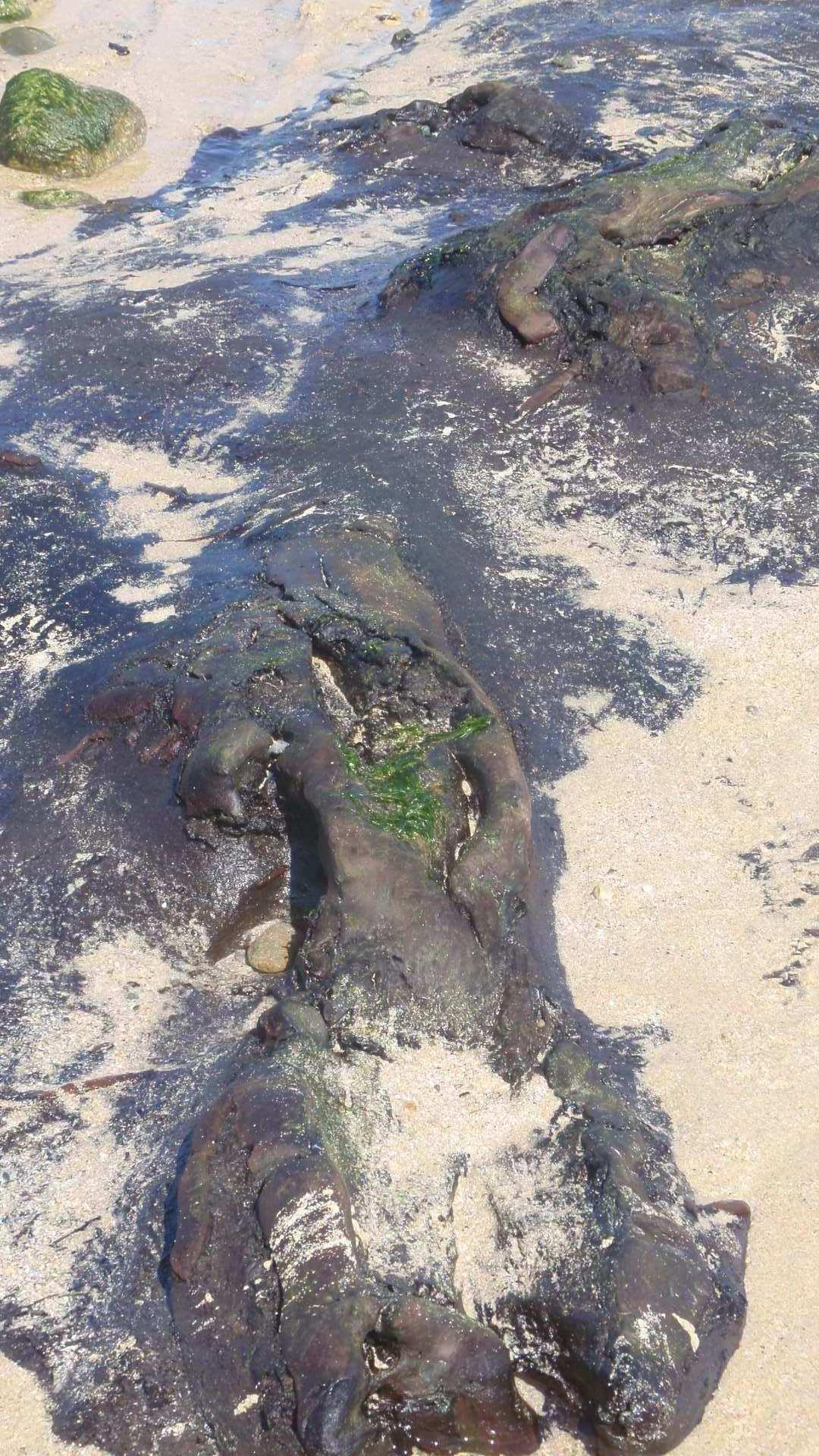
Fósseis na praia de Ponzos

## O descobrimento
O facto aconteceu em 2009. Nos meses de Inverno, fortes temporais bateram a costa da Galiza e a acção das correntes marinhas fizeram que grandes quantidades de areia mudassem de local. Cuando no mês de Agosto chegaram as marés vivas e o mar retirou uma fina camada de areia, apareceram tocos das árvores e pedaços de madeira carbonizados espalhados sobre uma superfície de 10 000 metros quadrados.
Analisadas amostras com C14, demonstraram que se tratava de restos de árvores das espécies caducifólias e coníferas. Também se detectaram a presença de fetos, entre cujas esporas poderia haver invertebrados. O achado datou-se há 5600 anos e constitui um dos mais importantes descobrimentos da Península Ibérica, pela quantidade e pelo bom estado dos achados.
No fim do Verão de 2009, as marés vivas voltaram a cobri-la, e atualmente fica soterrado abaixo da areia e do mar.